# Csiklovabánya
Csiklovabánya, 1911 és 1918 között Csiklóbánya (Németcsiklova, románul: Ciclova Montană, németül: Montan-Tschiklowa vagy Deutsch-Tschiklowa) falu Romániában, a Bánságban, Krassó-Szörény megyében.

## Fekvése
Oravicától hat kilométerrel délre fekszik. A Csiklova patak mentén hosszan elnyúló falut öt–kilencszáz méteres hegyek veszik körül.

## Nevének eredete
Neve a szláv Čiklo férfinév -ova képzővel ellátott alakjából való. 1437-ben Chiglobanya, 1464-ben Chiglo, 1537-ben Chyglova, 1691-ben Csiklo, 1690–1700-ban Csiklova, 1828-ban German Csiklova és Csiklovár alakban jegyezték fel.

## Éghajlata
A településen mérték 1979-ben a legnagyobb, 250 km/h-s szélerősséget Romániában. A völgy jellegzetes szele az ősz végétől tavasz elejéig jelentkező, keleti vagy délkeleti irányú kosava. Egyszerre átlagosan két–három napig fúj, általában 30 m/s-os sebességgel, közben-közben 40–70 m/s-os lökésekkel.

## Története
Határában már a bronzkor óta bányásznak rezet. A mai falu déli kijáratánál, a Cetate nevű dombon a tatárjáráskor elpusztult, kerített kőtemplom, míg a faluközpontból Szakalár felé vezető út mellett, az Oblița hegy alatt 13–14. századi, belülről négykaréjos körtemplom, valószínűleg temetőkápolna maradványait ásták ki. A középkor végén az illyédi uradalomhoz tartozott. A török uralom alatt elnéptelenedett. A 18. század elején Tirolból, Stájerországból, Bajorországból, Sziléziából és Csehországból települtek be német bányászok, 1729-ben és 1735 és 1780 között pedig Olténia szubkárpáti vidékeiről román szénégetők. Aranymosással foglalkozó cigányok is beköltöztek, itt rudaroknak nevezték őket. Ők szintén Olténiából érkeztek, ahol a tismanai, az isvernai kolostor és Baia de Aramă környéki bojárok rabszolgái voltak.
1741-ben, 1766-ban és 1820-ban újabb németeket telepítettek be. Római katolikus plébániája 1767-ben alakult. Kezdetben a németek a főutca központi részén, a románok a mellékutcákban és a faluszéli részeken laktak, a cigányok külön negyedbe települtek. 1717-ben 166 házból állt.
1718-ban itt építették meg a Bánság első rézolvasztó kemencéjét. 1722-ben réz- és vasbányája és hámorai voltak. 1773-tól a vasat üzemi méretekben kovácsolták is. 1776-ban építették meg második kohóját.
1815-ben I. Ferenc elrendelte, hogy a településen rézpénzverdét állítsanak föl, majd 1817-ben, bánáti útja alkalmával személyesen adta át a verdét. Bizonytalan, hogy meddig működött. A 19. század második negyedében a csiklovai bányászat lehanyatlott, réz-, vas- és ólombányáit bezárták. Ezeket 1855 után az új tulajdonos, az Osztrák–Magyar Államvasúti Társaság nyitotta meg újra. Rézkohója és két rézhámora 1879-ben tizenegy főt foglalkoztatott. A társaság mezőgazdasági szerszámgyárat is létesített itt, amely kapákat és ásókat gyártott. A 19. század végén és a 20. század elején Csiklován hetivásárt és évi három országos vásárt tartottak.
Csiklova ma is nagyrészt sörgyáráról nevezetes. A gyárat, amely a környék forrásait hasznosította, 1717 és 1726 között a temesvári Köppisch testvérek alapították. 1818-ban a Knoblauch családról Johann Fischerre szállt, aki kibővítette. 1882-ben Robert Bähr modernizálta. 1894–1895 telén tizenháromezer hektoliter sört főztek benne. A 20. században bezárták, de 1975 és 2003 között ismét üzemelt.
Cigánynegyedéből kiváló zenészek származtak. 1901-ben a telepen román nyelvű cigány iskolát alapítottak.
Már 1945-ben is csak kevés német lakta, a második világháború utáni kényszermunkából pedig a többség nem tért vissza a faluba.
A faluról kapta nevét a csiklovait nevű ritka ásvány. Az ásványgyűjtők körében főként mint vezuviánlelőhely ismert.

## Lakossága
1802-ben 651 ortodox román, 228 katolikus német és 128 cigány lakója volt.

1900-ban 2305 lakosából 2130 román és 156 német anyanyelvű; 2130 ortodox és 169 római katolikus vallású volt. 40%-uk tudott írni–olvasni és 2%-uk beszélt magyarul. A népességből kb. 700 cigány (ők is román nyelvűek voltak).

2002-ben 636 lakosából 622 román és 8 német nemzetiségű; 567 ortodox, 54 pünkösdista és 11 római katolikus vallású.

## Nevezetességek

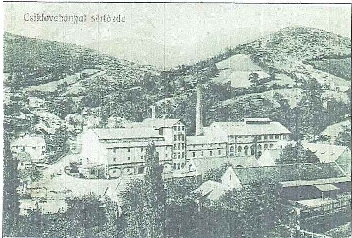
A sörgyár 1905-ben

- A Sarlós Boldogasszony-kegytemplom a falu alsó részén a Bánát legjelentősebb katolikus búcsújáróhelye. Német neve Maria Fels, mivel sziklára épült. Egy csodatévő képet találtak a helyen, ahová 1727-ben búcsús kápolnát emeltek, majd azt 1777-ben a mai templommá bővítették. Belsejében két olajfestmény két, a későbbiekben történt csodát örökít meg: az egyik egy leányt, aki 1854-ben, anyja szeme láttára leesett a szikláról, de épségben maradt és egy zarándokcsaládot, amelynek lovai megijedtek, és a szekerükről leestek gyermekeik, de ők is megúszták sérülések nélkül. Sarlós Boldogasszony napján itt tartották az ún. krassován búcsút, de a steierdorfi németek, a csehek és a környékbeli ortodoxok is buzgón látogatták. A mellette lévő dombon kálvária.
- Öt kilométerre, az erdőben található a Kalugra (Călugară) ortodox kolostor. A hagyomány szerint egy kecskepásztor 1830-ban, miközben kecskéi legeltek, egyházi éneket hallott énekelni. Két falubelije átvizsgálta a környéket, és egy barlangra bukkantak, benne egy szentképpel és egy szerzetes csontvázával. A barlang zarándokhellyé alakult. 1861-ben szentelték föl kápolnáját, amelyet a Roll-hegy tövébe építettek. Egy 1894-ből való leírás szerint a kápolna belsejében két forrás fakadt, a közelében több másik.
- A patakot a 18. században gátakkal négy víztározóba gyűjtötték és csatornarendszert építettek köré, amellyel malmokat, érczúzókat, más ipari berendezéseket hajtottak, később a pénzverdét látták el energiával és a kohókat vízzel. Ezen víztározók közül ma az alsó kettő látható. Az 1746-ban kiépült második tó környékét a második világháború idején a korábbi StEG-vagyont működtető UDR vállalatnak a bombázások elől Bukarestből idemenekült vezetői alakították ki üdülőhellyé.
- A sörgyár 1892-ből való épülete.
- A Cuznița nevű helyen az első, 1718–1722-ben épült magaskohó romjai.
- A sörfőzde pincéit 1745-ben ásták, a falu déli bejáratánál a bal oldalon.
- A Csiklova-völgy (Valea Ciclovei) természetvédelmi terület. Botanikai érdekessége az orgonaerdő. A völgy mintegy ötven barlangja közül több mint húsz barlang és kb. húsz zsomboly található a falu határában. A legismertebbek:
  - Ilonka- (Elena-) barlang – 1998-ig 92 méteres hosszúnak hitték, akkor azonban feltárták egy ugyanilyen hosszú járatát. A harmadik teremben baldachin formájú képződmények láthatóak. Egy mellékjárat falán egy nyíláson át a szakadék fölött keletkezett sziklaerkélyre jutni, ahonnan csodálatos kilátás nyílik, szép időben a Dunáig is el lehet látni.
  - Peștera de sub Padina Popii (101 m hosszú).
  - Roll-barlang (Peștera Rolului) – 25 m hosszan feltárt, hat méteres szintkülönbségű,[7] egykor betyárok, majd 1948–51-ben a Doran–Popovici féle ellenálló csoport búvóhelye.
  - Lenuța-barlang – 105 méter hosszú, a völgy legszebb képződményeivel.
- Piatra Moale-vízesés (10–12 m) és Purcărețe-vízkelet (7–8 m).
- Muiere Moartă- ('Halott asszony-') vizesbarlang (valójában egy bányatáró, a bejárattól 25 méterre forrással).
- A falu római katolikus temploma 1777-ben, az ortodox templom 1783-ban épült, belülről Dimitrie Turcu festette ki 1845–1846-ban, kertjében családi kripták állnak.
- Termálstrand (1962 óta).

## Híres emberek
- Itt született Ortvay Tivadar (1843–1916) történész, régész, földrajztudós, az MTA tagja. Az Országos Községi Törzskönyvbizottság tanácsadójaként egyébként ellenezte a község nevének Csiklóbányára változtatását.
- Itt született 1844-ben Czekelius Aurél hídépítő mérnök.
- Itt született 1941-ben Silviu Oravițan-Crețu festőművész.